# Рейнджер-2
Рейнджер-2 — американський безпілотний космічний апарат, призначений для випробування ракети-носія Атлас-Аджена і обладнання космічного апарата при підготовці польоту для отримання зображення поверхні Місяця з високою роздільною здатністю до зіткнення апарата з поверхнею. Додатковим завданням було вивчення космічних променів у міжпланетному просторі. Другий з двох апаратів блоку 1.

## Опис
Апарати блоку 1 мали шестикутну базу діаметром 1,5 м, до якої кріпилася конусоподібна структура з алюмінієвих стійок висотою 4 м. Дві панелі сонячних батарей розмахом 5,2 м кріпилися знизу до бази. Спрямована антена з високим коефіцієнтом підсилення була прикріплена знизу до бази.
Наукове та інше обладнання встановлювались в базі і башті. Серед обладнання Рейнджера-2 були:
- спектрометр,
- магнітометр на парах рубідію,
- аналізатор електростатичного заряду,
- детектори середньозаряджених енергетичних частинок,
- телескоп реєстрації потрійних збігів,
- детектор іонізованих космічних променів,
- детектор космічного пилу,
- лічильники сцинтиляцій.

Система зв'язку:
- спрямована антена з високим коефіцієнтом підсилення,
- неспрямована антена з середнім коефіцієнтом підсилення,
- два передавача: один потужністю 0,25 Вт з частотою 960,1 МГц, другий потужністю 3 Вт з частотою 960,05 МГц

Живлення забезпечували 8680 сонячних елементів у двох панелях, срібноцинкові акумуляторні батареї масою 53,5 кг і маленькі батареї для деяких приладів.
Орієнтацію забезпечували напівпровідникове реле часу, сонячні й земні сенсори, реактивні двигуни крену і повороту.
Температура регулювалась пасивним способом з використанням золотого напилення, білої фарби і полірованої алюмінієвої поверхні.

## Політ
Рейнджер-2 було успішно запущено 18 листопада 1961, апарат вийшов на низьку опорну орбіту (242 x 150 км), через збій в роботі гіроскопа Аджена-Бі не увімкнула двигун для виходу на заплановану траєкторію. Апарат відокремився від розгінного блоку на низькій опорній орбіті.
20 листопада Рейнджер-2 згорів у атмосфері.